# Oxynops macrocera
Oxynops macrocera är en tvåvingeart som först beskrevs av Townsend 1927.  Oxynops macrocera ingår i släktet Oxynops och familjen parasitflugor. Inga underarter finns listade i Catalogue of Life.